# ボツワナ鉄道
ボツワナ鉄道（Botswana Railways、略称：BR）はボツワナの国営鉄道である。

ボツワナの鉄道網

## 概要
1980年にボツワナ国内の鉄道をジンバブエ国鉄から政府が買い取り設立された。現在の総延長は888km、軌間は1,067mmの狭軌で北はフランシスタウンを経てジンバブエプラムトゥリーからブラワヨ方面、南はハボローネ、ロバツェから南アフリカ共和国マフィケングへそれぞれの国の鉄道網と接続している。他にセレビ・ピクウェ鉱山などへの3本の支線がある。本部はマハラピエに置いている。

## 歴史
ボツワナには19世紀末に鉄道が導入された。イギリス南アフリカ会社がローデシア植民地経営の一環としてモザンビークの港から内陸部への鉄道を敷設、ケープ州（現南アフリカ共和国）フライバーグからブラワヨの路線も1893年に建設が開始された。ブラワヨ線は1897年に開通した。この路線は1927年にローデシア鉄道が運営し、1936年には所有権もローデシア鉄道が取得した。ブラワヨ〜フライバーグ線の南アフリカ連邦国内部分は南アフリカ鉄道に1959年に譲渡された。
ローデシア鉄道は1947年に南ローデシア政府により国有化され、1980年にジンバブエの独立に伴いジンバブエ国鉄に改称された。ボツワナは、それまでジンバブエ国鉄により運営されていたボツワナ領内の鉄道を自国で運営するため買取、ボツワナ鉄道を1987年に設立した。現在、ボツワナ鉄道の運営はインドの運営企業「RITES Ltd」が支援している。
1999年にジンバブエ国内のベイトブリッジ=ブラワヨ鉄道（Beitbridge Bulawayo Railways）が開業し、貨物輸送の量と収入が大きく落ち込んだ。そのため、ボツワナ鉄道ではジンバブエのバイパスとなるザンビアへ直行する鉄道の建設を構想している。現在、インフラストラクチャー強化のためオーストラリアが中心となっている企業団の事業を開始した。
慢性的な赤字経営からの脱却を目指し、2009年に旅客業務を中止し、貨物業務に専業となった。但しジンバブエ国鉄による旅客車両は引き続き、ブラワヨからプラムトゥリー、フランシスタウン、ハボローネ、ロバツェへの路線を運行している。
2016年より、旅客列車の運行が再開され、ロバツェ～フランシスタウン(501/502列車)、ハボローネ～ロバツェ(811/812列車)で1往復ずつ運行している。スタンダードクラス・ビジネスクラス・ファーストクラスの3等級制で、ボツワナ鉄道の公式ホームページから切符の予約が可能である。